# Toto Cup Al 2017-2018
La Toto Cup Al 2017-2018 è stata la 33ª edizione del torneo e la 12ª che riguarda soltanto le squadre che partecipano alla Ligat ha'Al. È iniziata il 29 luglio 2017 ed è terminata il 14 dicembre dello stesso anno con la vittoria da parte del Maccabi Tel Aviv. L'Hapoel Be'er Sheva era la squadra campione in carica.

## Formula
La competizione è divisa in due fasi: nella Prima fase le squadre della Ligat ha'Al sono divise in tre gruppi, cinque squadre nei gruppi A e B e quattro nel gruppo C; le squadre si incontrano tra di loro solamente una volta per un totale di quattro o tre partite. Le prime tre squadre provenienti dal Gruppo A e dal Gruppo B e le prime due provenienti dal gruppo C sono ammesse ai Quarti di finale, disputati in partite di andata e ritorno. Le Semifinali e la Finale sono disputate in gara unica in uno stadio neutro.

## Squadre partecipanti
- Ashdod
- Beitar Gerusalemme
- Bnei Sakhnin
- Bnei Yehuda
- Hapoel Akko
- Hapoel Ashkelon
- Hapoel Be'er Sheva

- Hapoel Haifa
- Hapoel Ra'anana
- Ironi K. Shmona
- Maccabi Haifa
- Maccabi Netanya
- Maccabi Petah Tiqwa
- Maccabi Tel Aviv

## Fase a gironi

### Girone A
| Pos. | Squadra         | Pt | G | V | N | P | GF | GS | DR |
| ---- | --------------- | -- | - | - | - | - | -- | -- | -- |
| 1.   | Maccabi Haifa   | 8  | 4 | 2 | 2 | 0 | 10 | 4  | +6 |
| 2.   | Hapoel Akko     | 7  | 4 | 2 | 1 | 1 | 5  | 7  | -2 |
| 3.   | Ironi K. Shmona | 5  | 4 | 1 | 2 | 1 | 5  | 2  | +3 |
| 4.   | Hapoel Haifa    | 4  | 4 | 1 | 1 | 2 | 3  | 6  | -3 |
| 5.   | Bnei Sakhnin    | 2  | 4 | 0 | 2 | 2 | 4  | 8  | -4 |

|                 | BnS | HAk | HHa | IKS | MHa |
| Bnei Sakhnin    |     |     | 1-1 |     | 1-4 |
| Hapoel Akko     | 2-1 |     |     | 0-4 |     |
| Hapoel Haifa    |     | 0-1 |     |     | 1-4 |
| Ironi K. Shmona | 1-1 |     | 0-1 |     |     |
| Maccabi Haifa   |     | 2-2 |     | 0-0 |     |

### Girone B
| Pos. | Squadra             | Pt | G | V | N | P | GF | GS | DR |
| ---- | ------------------- | -- | - | - | - | - | -- | -- | -- |
| 1.   | Maccabi Tel Aviv    | 10 | 4 | 3 | 1 | 0 | 7  | 1  | +6 |
| 2.   | Bnei Yehuda         | 6  | 4 | 2 | 0 | 2 | 4  | 5  | -1 |
| 3.   | Maccabi Petah Tiqwa | 6  | 4 | 2 | 0 | 2 | 4  | 6  | -2 |
| 4.   | Maccabi Netanya     | 4  | 4 | 1 | 1 | 2 | 7  | 8  | -1 |
| 5.   | Hapoel Ra'anana     | 3  | 4 | 1 | 0 | 3 | 5  | 7  | -2 |

|                  | BnY | HRa | MNe | MPT | MTA |
| Bnei Yehuda      |     | 2-0 |     | 1-0 |     |
| Hapoel Ra'anana  |     |     |     | 0-1 | 1-2 |
| Maccabi Netanya  | 3-1 | 2-4 |     |     |     |
| M. Petah Tiqwa   |     |     | 3-2 |     | 0-3 |
| Maccabi Tel Aviv | 2-0 |     | 0-0 |     |     |

### Girone C
| Pos. | Squadra            | Pt | G | V | N | P | GF | GS | DR |
| ---- | ------------------ | -- | - | - | - | - | -- | -- | -- |
| 1.   | Beitar Gerusalemme | 6  | 3 | 2 | 0 | 1 | 7  | 3  | +4 |
| 2.   | Hapoel Be'er Sheva | 6  | 3 | 2 | 0 | 1 | 5  | 3  | +2 |
| 3.   | Ashdod             | 3  | 3 | 1 | 0 | 2 | 2  | 5  | -3 |
| 4.   | Hapoel Ashkelon    | 3  | 3 | 1 | 0 | 2 | 2  | 5  | -3 |

|                  | Ash | BGe | HAs | HBS |
| Ashdod           |     | 1-3 |     | 0-2 |
| Be. Gerusalemme  |     |     | 1-2 |     |
| Hapoel Ashkelon  | 0-1 |     |     |     |
| Hap. Be'er Sheva |     | 0-3 | 3-0 |     |

## Quarti di finale
| 7 ottobre 2017      |                 |                    |
| Maccabi Petah Tiqwa | 1 – 2           | Hapoel Be'er Sheva |
| 24 ottobre 2017     |                 |                    |
| Maccabi Haifa       | 2 – 2 (4-3 dtr) | Hapoel Akko        |
| 25 ottobre 2017     |                 |                    |
| Ironi K. Shmona     | 1 – 0           | Beitar Gerusalemme |
| 26 ottobre 2017     |                 |                    |
| Maccabi Tel Aviv    | 3 – 0           | Bnei Yehuda        |

## Semifinali
| 29 novembre 2017 |       |                    |
| Ironi K. Shmona  | 0 – 2 | Maccabi Tel Aviv   |
| 30 novembre 2017 |       |                    |
| Maccabi Haifa    | 0 – 1 | Hapoel Be'er Sheva |

## Finale
| Arbitro: | Mashiah |

|  |           |                 |
|  | Marcatori | 83’ Kjartansson |